# Imaus lata
Imaus lata är en fjärilsart som beskrevs av Holland 1893. Imaus lata ingår i släktet Imaus och familjen tofsspinnare. Inga underarter finns listade i Catalogue of Life.